# تشانغ لينغ (تنس)
تشانغ لينغ مواليد 28 أكتوبر 1989 في هونان، هي لاعبة كرة مضرب هونغ كونغية وتحتل حالياً المرتبة رقم. 230 (25 أغسطس 2014) في تصنيف رابطة محترفات كرة المضرب. أعلى تصنيف لها في الفردي كان المركز الـ 184 في سنة 2011. أعلى تصنيف لها في الزوجي كان المركز الـ 219 في سنة 2009.

## روابط خارجية
- تشانغ لينغ على موقع رابطة محترفات التنس (الإنجليزية)
- تشانغ لينغ على موقع الاتحاد الدولي لكرة المضرب (الإنجليزية)
- تشانغ لينغ على موقع كأس بيلي جين كينغ (الإنجليزية)
- تشانغ لينغ على موقع خلاصة التنس.كوم (الإنجليزية)